# Set Your Body Free
Set Your Body Free (с англ. — «Освободи своё тело») — второй сольный студийный альбом шведского певца Дэнни Сауседо, вышел 24 декабря 2008 года.
В написании песни «Utopia» принимал участие Андреас Карлсон (Andreas Carlsson).

## Список композиций
1. Radio — 02:59
2. Kiss you all over — 03:27
3. Emely — 03:02
4. Utopia — 03:46
5. All on you — 03:08
6. Unite this heart — 03:29
7. Need to know — 03:52
8. Set your body free — 03:53
9. Running away — 03:47
10. Schitzofrenia — 03:06
11. Turn off the sound — 03:51
12. Just like that (feat Lazee) — 03:07
13. If Only You — 03:29
14. Tokyo — 03:15

## Рецензии в СМИ
- Av Anders Nunstedt. Danny — «Set your body free» — Kvällsposten Expressen
- Jocke Sandström. Kalkylerad kommersialism (недоступная ссылка) — Sundsvalls Tidning
- Mirja Lundqvist. «Jag skulle vara lost utan Janna» — Aftonbladet